# Villelongue-d'Aude
Villelongue-d'Aude é uma comuna francesa na região administrativa de Occitânia, no departamento de Aude. Estende-se por uma área de 13,11 km². Em 2010 a comuna tinha 312 habitantes (densidade: 23,8 hab./km²).